# Nati nel 1025
| Questa pagina contiene informazioni ricavate automaticamente dalle voci biografiche con l'ausilio del template Bio e di un bot. L'aggiornamento è periodico e automatico e ricostruisce completamente la pagina. Se manca una persona in questa lista, sei pregato di non aggiungerla, ma accertati piuttosto che la sua voce biografica contenga il template Bio e che i dati anagrafici siano correttamente compilati. Se il template Bio manca, inseriscilo tu stesso o, in alternativa, metti l'avviso {{tmp\|Bio}} che ne segnala la mancanza. Se i dati riportati sono sbagliati, correggi direttamente la voce biografica; le modifiche saranno visibili in questa lista entro pochi giorni. Per chiarimenti vedi il progetto biografie. La lista contiene solo le 10 persone che sono citate nell'enciclopedia e per le quali è stato implementato correttamente il template Bio. Pagina aggiornata al 2 mar 2025. |

- 28 agosto - Go-Reizei, imperatore giapponese († 1068)
- Alberto da Prezzate, religioso italiano († 1095)
- Anna Dalassena, nobildonna bizantina
- Gertrude di Polonia, principessa polacca († 1108)
- Guglielmo VIII di Aquitania, duca († 1086)
- Lamberto di Hersfeld, storico tedesco († 1085)
- Rodolfo di Svevia, nobile e re tedesco († 1080)
- Ruben I d'Armenia († 1095)
- Tora Torbergsdatter, regina norvegese
- Edith del Wessex, regina († 1075)